# Heinrich Eisenhöfer
Heinrich Eisenhöfer (ur. 19 lutego 1893 w Pirmasens, zm. 28 maja 1947 w Landsberg am Lech) – zbrodniarz hitlerowski, członek załogi obozu koncentracyjnego Mauthausen-Gusen i SS-Obersturmführer.
Członek SS o nr identyfikacyjnym 162304. Należał do Waffen-SS od 1 września 1939. Członek personelu Mauthausen od września 1939 do 5 maja 1945. Eisenhöfer sprawował w tym obozie rozmaite funkcje: kierował szkoleniem przyszłych strażników SS, był szefem administracji obozowej oraz nadzorował magazyny z mieniem zrabowanym pomordowanym więźniom i złotymi zębami wyrwanymi ofiarom komór gazowych w Mauthausen. Przy wykonywaniu swoich obowiązków służbowych okrutnie znęcał się nad więźniami. Niejednokrotnie brał również aktywny udział w egzekucjach.
Po zakończeniu wojny Eisenhöfer został osądzony w procesie załogi Mauthausen-Gusen (US vs. Johann Altfuldisch i inni) przez amerykański Trybunał Wojskowy w Dachau i skazany na karę śmierci. Wyrok wykonano przez powieszenie w więzieniu Landsberg pod koniec maja 1947.